# دينيلسون بيريرا جونيور
دينيلسون بيريرا جونيور (بالبرتغالية: Denílson Pereira Júnior‏) (مواليد 18 يوليو 1995 في ريو دي جانيرو) هو لاعب كرة قدم برازيلي يجيد اللعب كمهاجم . يلعب حالياً في أتلتيكو مينيرو .
لعب سابقاً في نادي الفيصلي السعودي ونادي الظفرة الإماراتي و نادي حتا.

## روابط خارجية
- دينيلسون بيريرا جونيور على موقع Soccerway.com (الإنجليزية)
- دينيلسون بيريرا جونيور على موقع AS.com (الإسبانية)